# Grasartige Schwertpflanze
Die Grasartige Schwertpflanze (Helanthium tenellum (Mart. ex Schult. f.) J. G. Sm., Syn.: Echinodorus tenellus (Mart. ex Schult. f.) Buchenau), auch Zarte Schwertpflanze genannt, ist eine Pflanzenart innerhalb der Familie der Froschlöffelgewächse (Alismataceae). Sie zählt zu den am häufigsten in der Aquaristik verwendeten Wasserpflanzen. 

## Beschreibung

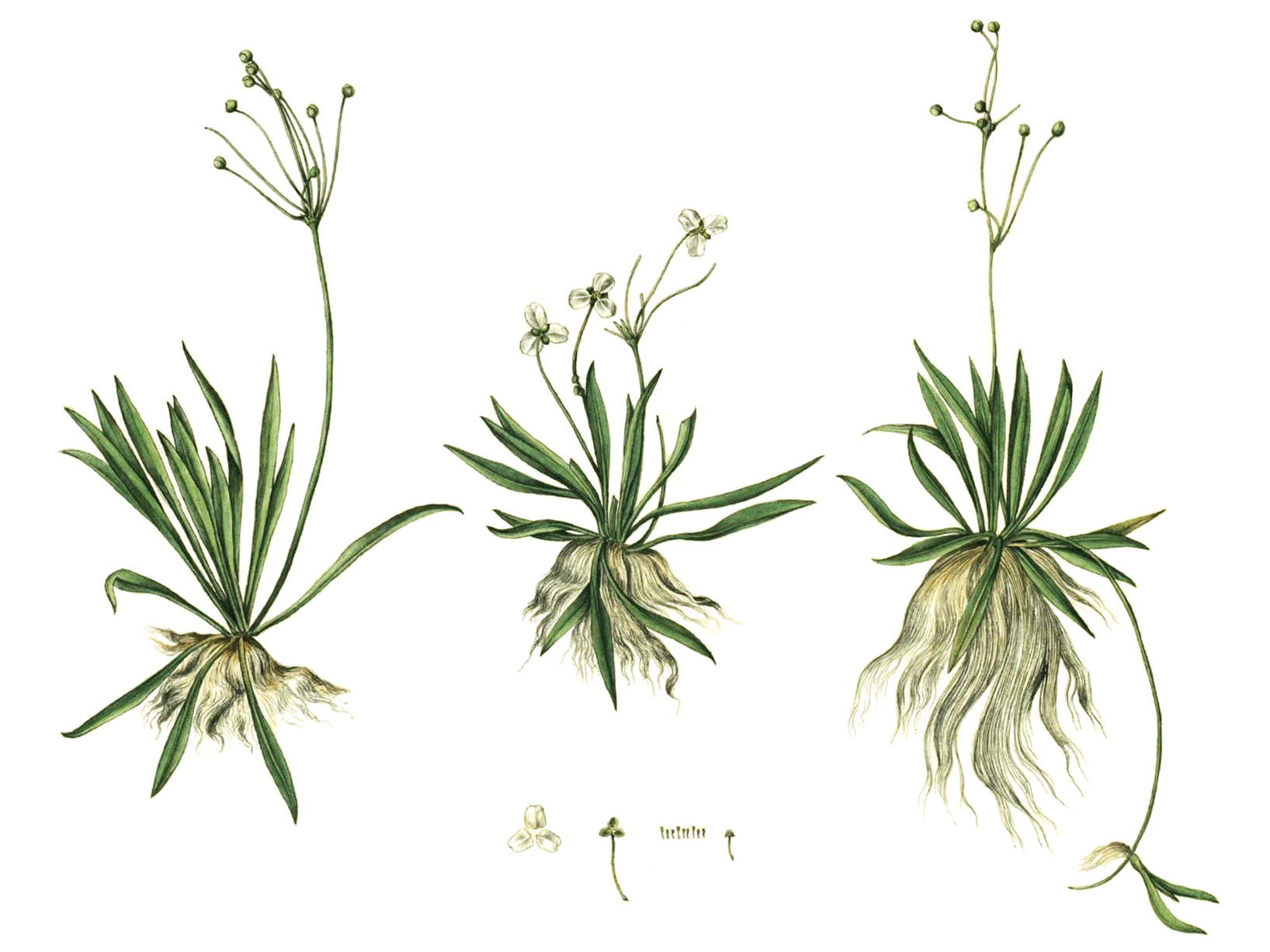
Illustration

### Vegetative Merkmale
Es handelt sich bei ihr um eine ausläuferbildende, grasartig wachsende, krautige Pflanze. Rhizome fehlen im Gegensatz zu anderen Arten der Familie Alismataceae. Die schmal lanzettlichen Laubblätter sind 4 bis 6 Zentimeter lang und 3 Millimeter breit und sind meist hell- bis dunkelgrün. Es ist auch eine Varietät bekannt, bei der die Blätter eine bräunliche Färbung aufweisen. Eine durchscheinende Zeichnung, wie sie bei vielen anderen Schwertpflanzen-Arten auftreten, fehlt hier.

### Generative Merkmale
Nur über der Wasseroberfläche wachsende Pflanzen bilden Blütenstände aus. Die Blütenstände überragen die Laubblätter gewöhnlich weit. Der Blütenstand ist aufrecht und unverzweigt und weist ein bis zwei Blütenquirle auf. Jeder der Quirle enthält zwischen vier und sechzehn Blüten. Die zwittrigen Blüten sind bei einem Durchmesser von 6 bis 10 Millimetern radiärsymmetrisch und dreizählig. Die drei Kelchblätter sind lediglich 2,5 Millimeter lang und 2 Millimeter breit. Die drei Kronblätter sind etwas größer. 
Die Nüsschen sind bei einer Länge von 1 und 1,5 Millimetern verkehrt-eiförmig.

### Chromosomenzahl
Die Chromosomenzahl beträgt 2n = 22, selten 33.

## Vorkommen
Die Grasartige Schwertpflanze ist in Neuen Welt weitverbreitet. Das Verbreitungsgebiet reicht von Nord- über Zentral- bis Südamerika. Sie kommt von den zentralen und östlichen Vereinigten Staaten bis Argentinien und Chile vor. Die Grasartige Schwertpflanze besiedelt bevorzugt die Uferbereiche großer Flüsse. Sie bevorzugt dabei die Uferregionen, die bei Niedrigwasser trockenfallen, aber noch einen feuchten Boden aufweisen. Während der Hochwasserzeit gedeiht die Pflanze dann submers.

## Verwendung in der Aquaristik
Die Grasartige Schwertpflanze gehört zu den Arten, die fast ständig im Handel für die Bepflanzung von Aquarien angeboten werden. Sie wird meist im Vordergrund angepflanzt, wo sie bei ihr zusagenden Bedingungen sehr schnell einen dichten und niedrigen Rasen bildet. 
Damit die Pflanze gut gedeiht, ist ein möglichst feinkörniger Kies sinnvoll. In groberem Kies können die zarten Ablegerpflanzen nur sehr schlecht anwurzeln. Die Pflanze hat einen hohen Nährstoffbedarf. Es empfiehlt sich daher, dass sich ein Langzeitdünger im Bodengrund befindet. Die Pflanze verträgt weiches bis mittelhartes Wasser und gedeiht bei Temperaturen zwischen 22 und 29 Grad Celsius. Sie benötigt eine sehr intensive Beleuchtung. Kohlenstoffdioxid sollte regelmäßig in kleinen Dosierungen angeboten werden.